# Sindelfinger Lammbräu

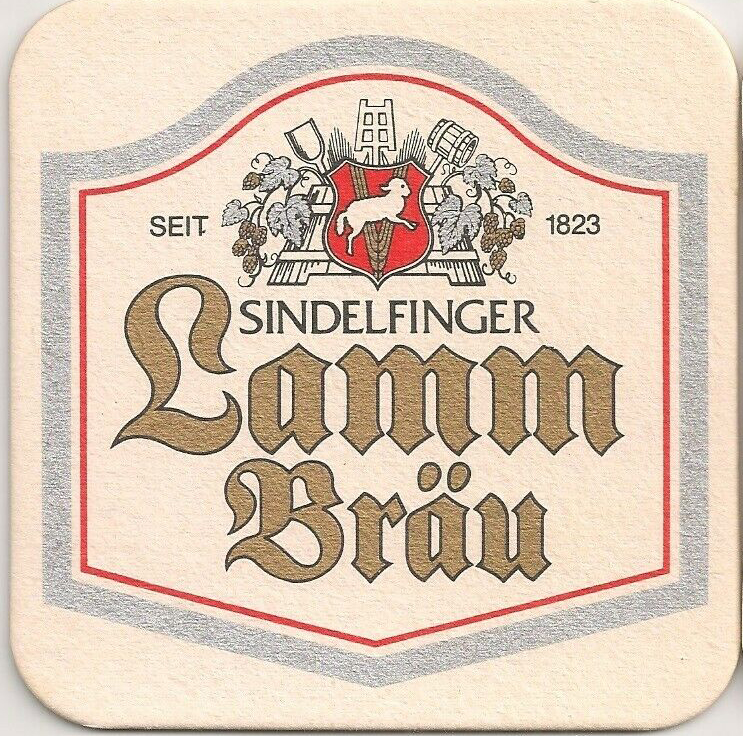
Bierdeckel der Lammbrauerei

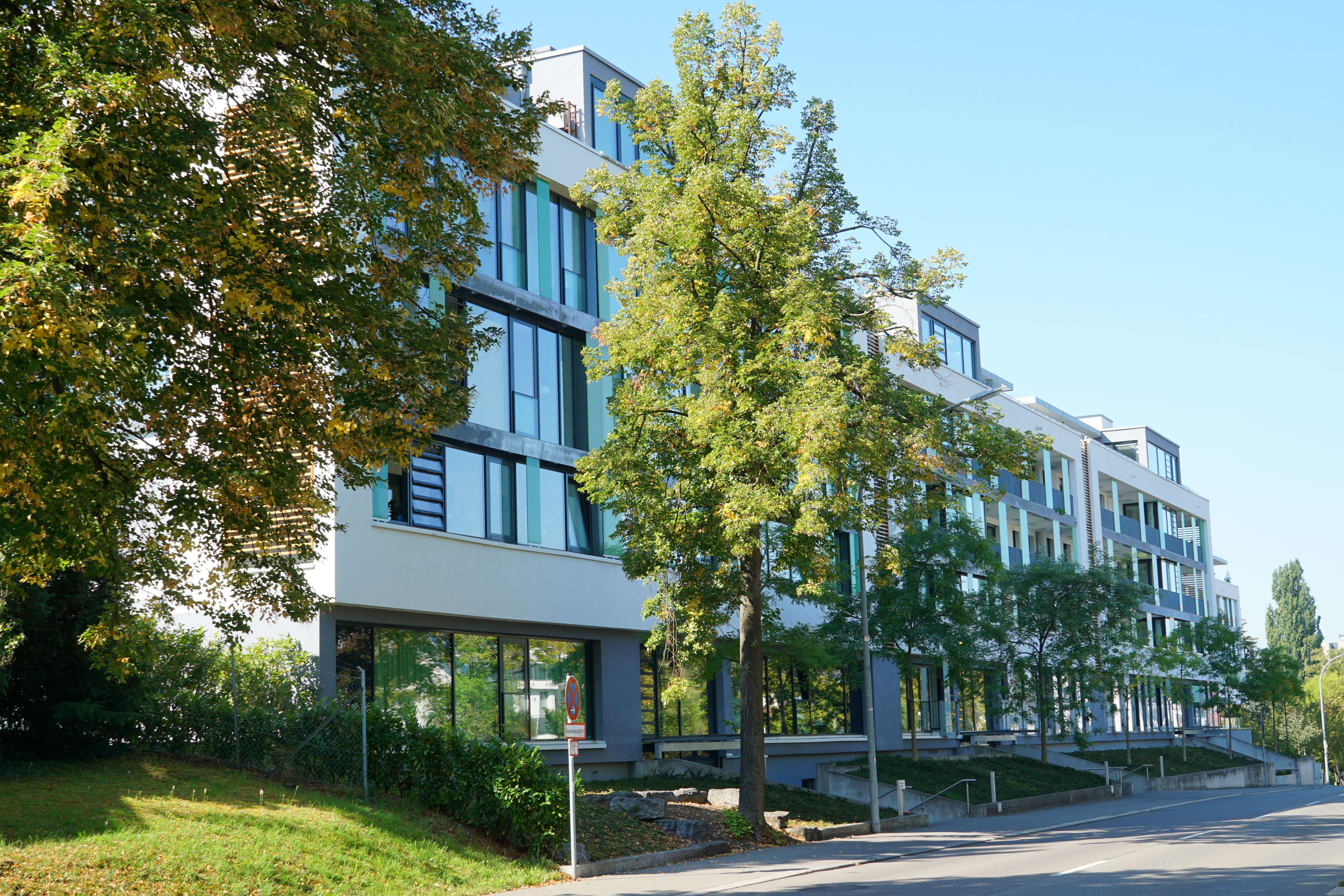
Neue Bebauung in der Mahdentalstraße (Foto von 2020)

Die Lammbrauerei Otto Schlanderer ist eine ehemalige Bierbrauerei in Sindelfingen, Baden-Württemberg.

## Geschichte
1823, so steht es im damaligen Steuer-Cataster der Stadt Sindelfingen verzeichnet, gründete Max Bernauer, der Wirt des Gasthauses Lamm in der Langen Straße eine Brauerei, um seine Gäste mit selbstgebrautem Bier zu versorgen. Schon ein Jahr später kaufte Johann Jakob Schlanderer die Lammbrauerei und produzierte 1824 insgesamt 40 Hektoliter Lammbräu.
Knapp 80 Jahre später zog die Brauerei in die Mahdentalstraße um. Bis 1914 stieg die Produktion auf rund 3000 Hektoliter pro Jahr, bis 1960 dann auf knapp 10.000 Hektoliter an. Die Lammbrauerei belieferte damals vor allem Gaststätten in Sindelfingen und Umgebung. Bis 1973 wuchs die Lammbrauerei kontinuierlich. Gustav Walter Schlanderer baute in der Mahdentalstraße eine Flaschenfüllerei, richtete einen Lagerkeller ein und schaffte ein modernes Würzkühlsystem an. Der Bierabsatz stieg auf 30.000 Hektoliter in den Sorten Export, Pils und Tafelbier. An Ostern und Weihnachten braute der Braumeister noch zusätzlich ein Festtagsbier. 1973 beschäftigte die Lammbrauerei rund 30 Mitarbeiter. Durch die Veränderungen in der Bierbranche war die Familie Schlanderer 1989 gezwungen, die Flaschenabfüllung aufzugeben. Neben der Herstellung verschiedener Fassbiere wurde ein Getränkehandel eingerichtet. Am 31. Dezember 2004 setzte die Lammbrauerei in der Mahdentalstraße den letzten Sud „Lammbräu“ an.
Der Getränkehandel wurde unter dem Traditionsnamen Lammbräu weiter ausgebaut, er bietet ein Vollsortiment an verschiedensten Biersorten, Mineralwässern, Säften, Cola-Produkten und Weinen. Beliefert werden heute mit 20 Mitarbeitern Hotels, Gaststätten und Kantinen von der Alb bis zum Schwarzwald, von Sindelfingen über Waiblingen, Göppingen und Tübingen bis nach Horb. Der schrittweisen Neuausrichtung der Geschäftstätigkeit wurde im Jahr 2006 mit einer neuen Namensgebung Rechnung getragen. Aus der Lammbrauerei Otto Schlanderer wurde das Unternehmen Gastrogetränke Schlanderer.
Das Brauereigebäude in der Mahdentalstraße wurde abgerissen und seit 2011 mit Wohnblocks bebaut.